# Pilotes d'essai
Pilotes d'essai est la dixième histoire de la série Les Aventures de Buck Danny de Jean-Michel Charlier et Victor Hubinon. Elle est publiée pour la première fois dans le journal Spirou du no 758 au no 780. Puis est publiée sous forme d'album en 1953.

## Résumé
De retour du Moyen-Orient, Buck Danny, Tumbler et Sonny Tuckson décident de mettre en commun leurs moyens financiers et de les investir dans la fondation d'une compagnie de transport aérien. Ayant aperçu des prototypes de jets en expérimentation à la base aérienne de Springfield, leur passion pour les avions de combat se ravive.
Répondant à l'invitation de leur ancien chef d'escadre, le général Morton, qui précisément commande cette base, ils réintègrent l'US Air Force dans l'escadrille des « pilotes de la mort ». Leur travail, de pilotes d'essai, consiste à essayer les nouveaux appareils à réaction proposés par les constructeurs, tels le Starfire, le Sabre ou le Bell XS-1, et de les tester avant qu'ils ne fassent l'objet de commandes fédérales.

## Approximations
- Planche B180, aux commandes de son Skyrocket, Buck pense survoler le cairn dressé par Peary, premier explorateur à avoir atteint le pôle nord. Ce monticule de glace a été construit en 1909. La banquise bouge en permanence et les tempêtes et le vent polaire rendent tout à fait improbable sa conservation quarante ans plus tard. Bref, s'il est encore visible, avec certitude, il ne se situe plus à la position du pôle géographique dans les années 1950.

- L'avion Skyrocket dont la cellule est utilisée pour tester le turboréacteur inventé par Geoffrey Caffery est convenablement représentée[1] avec des entrées d'air latérales jusqu'à la fin de la planche B.176.B. Mais dans toute la suite, ces entrées d'air disparaissent, redonnant ainsi à l'appareil sa configuration propulsion tout fusée. Le réacteur de Caffery serait-il un système fusée ? Ce serait cohérent avec la phase d'expérimentation menée précédemment avec la cellule de Bell XS-1[2], mais pas avec l'objectif technique du propulseur.

- Le prototype de propulseur à réaction, réalisé par Caffery, est testé sur une cellule du célèbre avion fusée Bell XS-1. Or ce propulseur est présenté et décrit comme un turbo-réacteur (sic). La cellule choisie n'est donc pas adaptée pour ces essais.

## Contexte historique
Le Douglas Skyrocket était un avion expérimental supersonique propulsé par moteur-fusée, construit par la Douglas Aircraft Company pour la marine des États-Unis, et dont le premier vol eut lieu le 4 février 1948. Trois exemplaires de cet avion furent fournis. Le premier vol eut lieu le 4 février 1948. Ils opéraient depuis le Muroc Flight Test Unit dans le désert du Mojave. Le Douglas D-558-II Skyrocket, successeur du Bell X-1, était exploité par le NACA, prédécesseur de la NASA. Le D-558-II était propulsé à l'origine par une combinaison d'un turboréacteur Westinghouse J34-WE-40 et d'un moteur-fusée Reaction Motors XLR8-RM-5. Il fut utilisé pour des tests de stabilité dans le domaine transsonique, ainsi que dans la recherche de la configuration optimale des ailes pour les régimes supersoniques et la dynamique des vols à haute vitesse. Le but étant d'obtenir un record de vitesse, le réacteur fut démonté et le D-558-II, seulement doté de son moteur-fusée, ne fut plus en mesure de décoller par ses propres moyens. Il devait alors être emporté, puis largué en vol. Le 20 novembre 1953, le Douglas Skyrocket devint le premier avion à voler à deux fois la vitesse du son, en atteignant Mach 2,005.
Le premier exemplaire de F-86E Sabre a volé le 23 septembre 1950. Identique à beaucoup d’égards aux derniers F-86A de série (mis en service en octobre 1947), le F-86E conservait son moteur General Electric J47-GE-13 d’une poussée de 2 359 kg ; en revanche, il avait un empennage horizontal articulé. Au total, 336 F-86E Sabre furent construits par North American, et davantage encore par Canadair.
Les premiers avions F-94C Starfire de série ont été livrés en juillet 1951, et 387 exemplaires l'ont été avant mai 1954. Le plus gros problème découvert en service était dû au montage dans le nez des roquettes, dont les fumées et le feu d'échappement aveuglaient l'équipage au moment de leur tir. Plus grave encore, l’échappement en question pouvait provoquer une extinction du réacteur, ce qui risquait d'entraîner la perte de l’avion. Des nacelles de roquettes placés sous les ailes ont donc été ajoutées, chacune pouvant contenir 12 roquettes. La plupart du temps, les fusées nasales n'étaient pas embarquées et les fusées sur nacelles constituaient le seul armement.

## Personnages
Outre les acteurs habituels de la série (Buck Danny, Tumbler et Tuckson) :
- Ted Morton, général de l'USAF, déjà connu précédemment (comme colonel) pendant la guerre du Pacifique (escadre des Tigres volants).
- Steve Billings, capitaine de l'USAF, pilote d'essai à la base de Springfield.
- Geoffrey Caffery : ingénieur, inventeur d'un turboréacteur nouveau.

## Avions
- Lockheed F-94 Starfire
- North American F-86 Sabre
- Republic F-84 Thunderjet
- Lockheed T-33 Shooting Star
- Beechcraft C-45
- Boeing B-29
- Bell X-1
- Douglas Skyrocket

## Publication

### Revues
- Journal Spirou du no 758 du 23 octobre 1952 au no 780 du 26 mars 1953.

### Album
- Dupuis 1953